# التاريخ المسجل

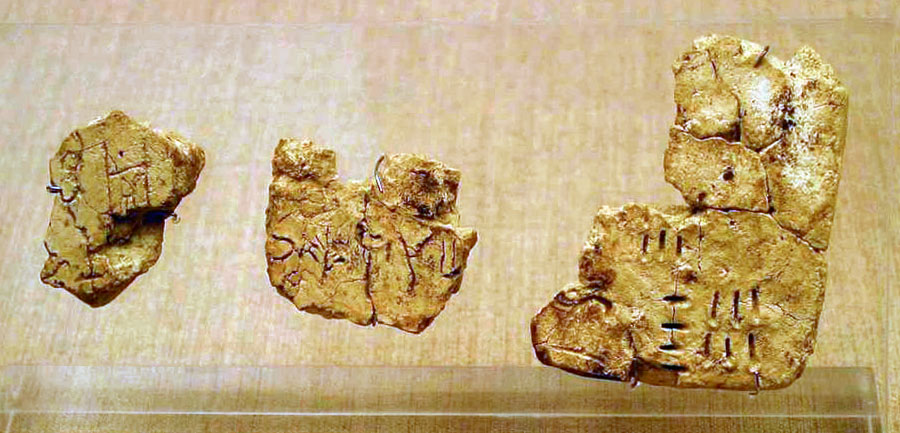
نظام خطي أ محفور على ألواح وجدت في أكروتيري، سانتوريني.

يُعد التاريخ المسجل أو التاريخ المكتوب سردًا تاريخيًا بالاعتماد على سجل مكتوب أو أي وسيلة تواصل موثقة. ويختلف عن طرق السرد المستخدمة في الماضي مثل تقاليد الأسطورة والخرافة أو التاريخ الشفوي أو الآثار المسجلة. بالنسبة لتاريخ العالم الأوسع، يبدأ التاريخ المسجل بوصف العالم القديم نحو الألفية 4 ق.م وبالتزامن مع اختراع الكتابة. بالنسبة لبعض المناطق الجغرافية أو الحضارات، يُعتبر التاريخ المكتوب محدودًا بالفترة الحديثة في التاريخ الإنساني بسبب الاستخدام المحدود للتسجيلات المكتوبة. بالإضافة إلى ذلك، لا تُسجل حضارات البشر دائمًا كل المعلومات المتعلقة بالمؤرخين اللاحقين، مثل التأثير الكامل للكوارث الطبيعية أو أسماء الأفراد. بالتالي، يُعتبر التاريخ المسجل لأنواع معينة من المعلومات مُقيدًا بالاعتماد على أنواع السجلات الموجودة، وبسبب هذا الأمر، قد يُشير التاريخ المسجل في سياقات مختلفة إلى فترات مختلفة من الوقت وفقًا للموضوع.
غالبًا ما يعتمد تفسير التاريخ المسجل على الطريقة التاريخية أو مجموعة التقنيات والخطوط التي تُمكن المؤرخين من استخدام المصادر الأولية وغيرها من الأدلة لإجراء البحث ومن ثم تدوين وصف الماضي. يُطرح سؤال الطبيعة بالإضافة إلى إمكانية وجود طريقة فعالة لتفسير التاريخ المسجل وذلك ضمن فلسفة التاريخ بكونه سؤالًا في نظرية المعرفة. تُعرف دراسة الطرق التاريخية المختلفة بعلم التأريخ الذي يركز على دراسة كيفية اختلاف مفسري التاريخ المسجل في تشكيلهم للتفسيرات المختلفة للأدلة التاريخية.

## السجلات التاريخية

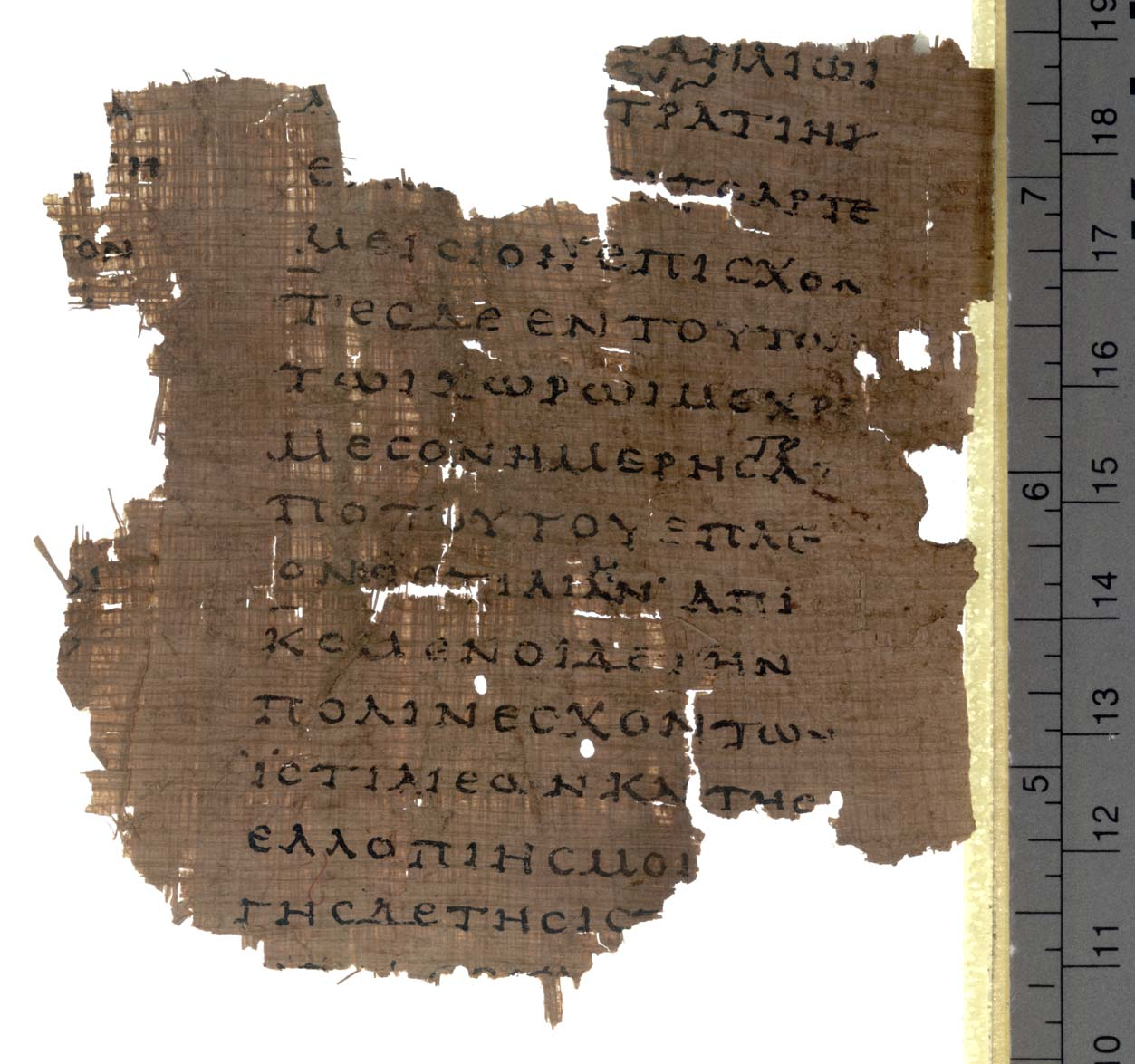
جزء من تاريخ هيرودوت، الكتاب الثامن عن بردية أوكسيرينخوس 2099، يعود تاريخه إلى أوائل القرن الثاني الميلادي

### الشرق الأوسط
حذر ابن خلدون، مؤرخ عربي ومن أوائل علماء الاجتماع، في كتابه بعنوان المقدمة (1377) من سبعة أخطاء اعتقد أن المؤرخين يستمرون في اقترافها. وفي نقده هذا، قارب الماضي بكونه غريبًا وبحاجة للتفسير. غالبًا ما انتقد ابن خلدون «الخرافات اللاغية والقبول غير النقدي للبيانات التاريخية» . بالنتيجة، قدم المنهج العلمي لدراسة التاريخ، وغالبًا ما أشار إليه بوصفه «بالعلم الجديد». وضعت طريقته التاريخية أساسًا لمراقبة دور الدولة والاتصال والبروباغندا وخطأ الملاحظة في التاريخ، وبالتالي، يُعتبر بأنه «أبو علم التأريخ» أو «أبو فلسفة التاريخ».

## طرق تسجيل التاريخ
بدأ التاريخ المسجل مع اختراع الكتابة، لكن مع مرور الوقت، جاءت طرق جديدة لتسجيل التاريخ مع تطور التكنولوجيا. يمكن تسجيل التاريخ الآن من خلال التصوير الفوتوغرافي والتسجيلات الصوتية والفيديو. في الآونة الأخيرة، بدأت أرشفة الويب تحفظ نسخًا من صفحات الويب وتوثق تاريخ الإنترنت. واكبت الطرق الأخرى لجمع المعلومات التاريخية التغير على صعيد التكنولوجيا؛ فعلى سبيل المثال، منذ القرن العشرين على الأقل والمحاولات تسعى للحفاظ على التاريخ الشفوي بتسجيله. كان يتم ذلك، حتى تسعينيات القرن العشرين، باستخدام طرق التسجيل التناظري مثل الشريط السمعي والشرائط ذات البكرات. ومع ظهور التقنيات الجديدة، أصبحت هناك تسجيلات رقمية يمكن تسجيلها على الأقراص المضغوطة. على الرغم من ذلك، يعتمد التفسير والتسجيل التاريخي على السجلات المكتوبة بشكل كبير، والسبب الجزئي في ذلك هو اعتياد المؤرخين على التواصل والبحث بتلك الوسيلة.

### الطريقة التاريخية
تشمل الطريقة التاريخية تقنيات وخطوطًا تتيح للمؤرخين استخدام المصادر الأولية والأدلة الأخرى لإجراء البحث ومن ثم كتابة التاريخ. تُعد المصادر الأولية أدلة مباشرة على التاريخ الحاصل في وقت حادثة ما (غالبًا ما تكون مكتوبة لكنها تؤخذ في بعض الأحيان من طرق أخرى) بحيث يخبر عنها شخص موجود في الوقت الحاضر. يعتقد المؤرخون أن تلك المصادر هي الأقرب إلى أصل المعلومة أو الفكرة قيد الدراسة. يمكن أن تقدم أنواع المصادر هذه للباحثين، وفقًا لكلام دالتون وشارينغو، «معلومات مباشرة وغير وسيطة عن موضوع الدراسة».
يستخدم المؤرخون أنواعًا أخرى من المصادر لفهم التاريخ بشكل جيد. تُعتبر المصادر الثانوية توصيفات تاريخية مكتوبة بالاعتماد على الأدلة من المصادر الأولى. وعادة ما تكون هذه المصادر توصيفات أو أعمالًا أو أبحاثًا تُحلل و/أو تأخذ و/أو تركِّب المصادر الأولية. أما المصادر الثالثية فهي مجموعات تعتمد على المصادر الأولية والثانوية، وفي غالب الأحيان تُقدم وصفًا أكثر تعميمًا بالاعتماد على الأبحاث الأدق الموجودة في نوعي المصادر الأوليين.